# Estádio Municipal Antônio Barbosa Pinto da Fonseca
O Estádio Municipal Antônio Barbosa Pinto da Fonseca é uma praça esportiva localizada no município de Serra Negra, interior do estado de São Paulo. Atualmente é utilizado para partidas e competições amadoras de futebol.

## História
As obras de construção do estádio foram iniciadas em 1958. A inauguração aconteceu em 22 de abril de 1962, com o nome "estádio Municipal de Serra Negra".
O local foi inaugurado três dias antes do início dos treinamentos da seleção brasileira de futebol para a disputa da Copa do Mundo de 1962. O estádio foi entregue com capacidade pra 5 mil pessoas e com dimensões do gramado de 100 x 68 m.
O estádio também recebeu a preparação da seleção para a Copa do Mundo de 1966. Na ocasião, a estrutura disponibilizada no local era para 15 mil pessoas, sendo 8 mil em arquibancada descoberta, 5 mil em arquibancada coberta e 2 mil no setor geral. Também foi oferecida cabines de imprensa aos jornalistas que acompanham a equipe nacional durante o período.
A estátua que representa um jogador da seleção brasileira foi inaugurada no dia 22 de maio de 1966. Já no dia 10 de setembro de 1968, o estádio adotou o nome "Antonio Barbosa Pinto da Fonseca".